# 看守臺灣協會
看守臺灣協會（英語：Taiwan Watch Institute），全名為社團法人看守臺灣協會，是臺灣一個非營利組織，關注臺灣的環保與生態議題。

## 簡介
看守臺灣協會於1999年在臺北依法設立，以「永續臺灣」為目標，從事環境、生態調查以及相關政策研究分析。

## 出版品
- 《看守臺灣季刊》
- 每年翻譯出版看守世界研究中心（Worldwatch Institute）編撰之《世界現況》（State of the World）